# Liga de Fútbol de la Isla de Man
La Liga de Fútbol de la Isla de Man es una liga de fútbol de la Isla de Man dirigida por FA de Isla de Man. Esta liga no forma parte del sistema de ligas del fútbol inglés y todos sus clubes son amateurs.

## Formato
Esta Liga está compuesta por 26 clubes organizados en dos divisiones.
La Premier League con 13 clubes, y la Division Two (Segunda División) con 13 clubes. Dos clubes ascienden de la Division Two a la Premier League, y a su vez, descienden dos equipos de la Premier League a la Division Two al final de cada temporada. 
La Isla además cuenta con una Liga Femenina de nueve clubes. Todos estos equipos se encuentran afiliados a sus contrapartes masculinas. La Liga Femenina es generalmente auspiciada por HSBC.

## Ligas

### Premier League
La Premier League es auspiciada por Canada Life y actualmente es conocida como Canada Life Premier League reemplazando a Sure Mobile, patrocinador oficial desde 2007. Posteriormente, el campeonato se llamaba simplemente Division One, nombre que llevaba desde 1951 y que luego fue rebautizada como Premier League.
Para la temporada 2019/20 los clubes de la Premier League son:
| - Castletown Metropolitan - Corinthians - Douglas Athletic - Douglas HSOB - Douglas Royal - Laxey - Marown - Peel - Pulrose United - Ramsey - Rushen United - St Georges - St Marys | Castletown Metropolitan Corinthians Douglas Athletic DHSOB Douglas Royal Laxey Marown Peel Pulrose United Ramsey Rushen United St Georges St Marys Localización de los equipos de la Isle of Man Premier League 2019/20 |

### Division Two
La Division Two es auspiciada por CFS y actualmente es conocida como CFS Division Two.
Para la temporada 2019/20 los clubes de la Division Two son:
| - Ayre United - Braddan - Colby - Douglas and District - Foxdale - Governors Athletic - Gymnasium - Malew - Michael United - Onchan - Ramsey YCOB - St Johns United - Union Mills | Ayre United Braddan Colby Douglas & District Foxdale Governors Athletic Gymnasium Malew Michael United Onchan Ramsey YCOB St Johns United Union Mills Location of the clubs in the 2019–20 Isle of Man Division Two |

## Campeones de Liga
- 1896–97: Peel FC
- 1897–98: Gymnasium FC
- 1898–99: Ramsey FC
- 1899–00: Ramsey FC
- 1900–01: Ramsey FC
- 1901–02: Ramsey FC
- 1902–03: Gymnasium FC
- 1903–04: Gymnasium FC
- 1904–05: Gymnasium FC
- 1905–06: Gymnasium FC
- 1906–07: Peel FC
- 1907–08: Ramsey FC
- 1908–09: Douglas Wanderers
- 1909–10: Douglas Wanderers
- 1910–11: Ramsey FC
- 1911–12: Ramsey FC
- 1912–13: Ramsey FC
- 1913–14: Castletown Metropolitan FC
- 1914–15-1918–19 (Competición suspendida por la Primera Guerra Mundial)
- 1919–20: Gymnasium FC
- 1920–21: Ramsey FC
- 1921–22: Peel FC
- 1922–23: Castletown Metropolitan FC
- 1923–24: Castletown Metropolitan FC
- 1924–25: Castletown Metropolitan FC
- 1925–26: Rushen United FC
- 1926–27: Ramsey FC
- 1927–28: Coly FC
- 1928–29: St Marys FC
- 1929–30: Braddan FC
- 1930–31: Braddan FC
- 1931–32: Peel FC
- 1932–33: Peel FC
- 1933–34: Peel FC
- 1934–35: Peel FC
- 1935–36: Rushen United FC
- 1936–37: Braddan FC
- 1937–38: Braddan FC
- 1938–39-1945–46 (Competición suspendida por la Segunda Guerra Mundial)
- 1946–47: Onchan FC
- 1947–48: Peel FC
- 1948–49: Peel FC
- 1949–50: Castletown Metropolitan FC
- 1950–51: Castletown Metropolitan FC
- 1951–52: Ramsey FC
- 1952–53: Peel FC
- 1953–54: Peel FC
- 1954–55: Peel FC
- 1955–56: RAF Jurby
- 1956–57: St. Georges FC
- 1957–58: Peel FC
- 1958–59: Peel FC
- 1959–60: Peel FC
- 1960–61: St. Georges FC
- 1961–62: St. Georges FC
- 1962–63: Peel FC
- 1963–64: Peel FC
- 1964–65: Peel FC
- 1965–66: Peel FC
- 1966–67: Douglas High School Old Boys FC
- 1967–68: Pulrose United FC
- 1968–69: Pulrose United FC
- 1969–70: Pulrose United FC
- 1970–71: Pulrose United FC
- 1971–72: Peel FC
- 1972–73: Peel FC
- 1973–74: Peel FC
- 1974–75: Peel FC
- 1975–76: Peel FC
- 1976–77: Peel FC
- 1977–78: Rushen United FC
- 1978–79: Rushen United FC
- 1979–80: Rushen United FC
- 1980–81: Rushen United FC
- 1981–82: Castletown Metropolitan FC
- 1982–83: Douglas High School Old Boys FC
- 1983–84: Peel FC
- 1984–85: Rushen United FC
- 1985–86: Rushen United FC
- 1986–87: Gymnasium FC
- 1987–88: Rushen United FC
- 1988–89: Douglas High School Old Boys FC
- 1989–90: Douglas High School Old Boys FC
- 1990–91: Douglas High School Old Boys FC
- 1991–92: St. Georges FC
- 1992–93: Pulrose United FC
- 1993–94: St. Georges FC
- 1994–95: St. Georges FC
- 1995–96: St Marys FC
- 1996–97: Douglas High School Old Boys FC
- 1997–98: St Marys FC
- 1998–99: Castletown Metropolitan FC
- 1999–00: Peel FC
- 2000–01: Peel FC
- 2001–02: Peel FC
- 2002–03: St Marys FC
- 2003–04: St. Georges FC
- 2004–05: St. Georges FC
- 2005–06: Laxey FC
- 2006–07: St. Georges FC
- 2007–08: St Georges FC
- 2008-09: Peel FC
- 2009-10: Rushen United FC
- 2010-11: St. Georges FC
- 2011-12: St. Georges FC
- 2012-13: St. Georges FC
- 2013-14: St. Georges FC
- 2014-15: St. Georges FC
- 2015-16: St. Georges FC
- 2016-17: St. Georges FC
- 2017-18: St. Georges FC
- 2018-19: St Marys FC
- 2019-20: Cancelado debido a la pandemia del COVID-19
- 2020-21: Corinthians AFC

## Títulos por equipo
| Club                         | Títulos | Primero | Último  |
| ---------------------------- | ------- | ------- | ------- |
| Peel                         | 29      | 1896-97 | 2001-02 |
| St Georges                   | 18      | 1956-57 | 2017–18 |
| Ramsey                       | 10      | 1898-99 | 1951-52 |
| Rushen United                | 10      | 1925-26 | 2009–10 |
| Castletown Metropolitan      | 8       | 1913-14 | 1998-99 |
| Gymnasium                    | 7       | 1897-98 | 1986-87 |
| Douglas High School Old Boys | 6       | 1966-67 | 1996-97 |
| Pulrose United               | 5       | 1967-68 | 1992-93 |
| St Marys                     | 5       | 1928–29 | 2018–19 |
| Braddan                      | 4       | 1929-30 | 1937-38 |
| Douglas Wanderers            | 2       | 1908-09 | 1909-10 |
| Corinthians                  | 1       | 2020–21 | 2020–21 |
| Colby                        | 1       | 1927-28 | 1927-28 |
| Laxey                        | 1       | 2005–06 | 2005–06 |
| Onchan                       | 1       | 1946-47 | 1946-47 |
| RAF Jurby                    | 1       | 1955-56 | 1955-56 |